# Dineutus ciliatus
Dineutus ciliatus là một loài bọ cánh cứng trong họ van Gyrinidae. Loài này được Forsberg miêu tả khoa học năm 1821.